# Горња Вишњица (Лепоглава)
Горња Вишњица је насељено место у саставу града Лепоглаве у Вараждинској жупанији, Хрватска. До територијалне реорганизације у Хрватској налазила се у саставу старе општине Иванец.

## Становништво
На попису становништва 2011. године, Горња Вишњица је имала 271 становника.

## Попис1991.
На попису становништва 1991. године, насељено место Горња Вишњица је имало 353 становника, следећег националног састава:
| Попис 1991.‍ | Попис 1991.‍ | Попис 1991.‍ | Попис 1991.‍ | Попис 1991.‍ |
| ----------- | ----------- | ----------- | ----------- | ----------- |
|             |             |             |             |             |
| Хрвати      | Хрвати      |             | 348         | 98,58%      |
| Словенци    | Словенци    |             | 3           | 0,84%       |
| непознато   | непознато   |             | 2           | 0,56%       |
| укупно: 353 |             |             |             |             |